# Podhojni Hrib
Podhojni Hrib je naselje v Občini Velike Lašče.